# Région du Libertador General Bernardo O'Higgins
Pour les articles homonymes, voir Libertador et O'Higgins.
La región del Libertador General Bernardo O'Higgins est située au Chili entre la région Métropolitaine de Santiago au Nord, l'Argentine à l'Est, la région du Maule au Sud.
Cette région, dont la ville de Rancagua, la capitale régionale, fait en partie office de dortoir pour les travailleurs se rendant chaque jour à Santiago du Chili, est avant tout tournée vers l'agriculture et dans une moindre mesure la pêche. La région produit avant tout du maïs, du riz et du vin.
La région a été nommée après Bernardo O'Higgins, l'un des pères de la patrie chilienne.

## Climat
La région dispose d'un climat méditerranéen. L'influence de l'Océan sur les vallées centrales est minime.
La cordillère des Andes fait à cet endroit en moyenne 4 000 m.

## Provinces
| Province      | Superficie en km2 | Nombre d'habitants | Chef-lieu    |
| ------------- | ----------------- | ------------------ | ------------ |
| Cachapoal     | 7 105,5           | 542 901            | Rancagua     |
| Colchagua     | 5 580,2           | 196 566            | San Fernando |
| Cardenal Caro | 3 264,0           | 41 160             | Pichilemu    |